# CAMPATH 1-Antigen
Das CAMPATH 1-Antigen (CD52) ist ein Oberflächenprotein auf reifen Lymphozyten, das zwar auch auf Epithelzellen des männlichen Genitaltrakts vorkommt, aber sehr spezifisch für Lymphozyten ist. Aus diesem Grund ist es das Ziel für den  Antikörper Alemtuzumab, der gegen chronische lymphatische Leukämie und andere Krankheiten eingesetzt wird, bei denen Lymphozyten krankhaft verändert sind. Der Grund für die hohe Spezifität und die Effektivität des Antikörpers ist nicht bekannt.
Bei dem Proteinabschnitt CD52 handelt es sich um ein 12 Aminosäuren langes Peptid, das aus einem 61 Aminosäure langen Propeptid abgespalten und an Kohlenhydrate zu einem Oberflächen-Glykoprotein gebunden wird. Seine Aminosäurensequenz:
Gly-Gln-Asn-Asp-Thr-Ser-Gln-Thr-Ser-Ser-Pro-Ser